# Бычки (Нижегородская область)
Бычки — опустевшая деревня в Тонкинском районе Нижегородской области. Входит в сельское поселение Большесодомовский сельсовет.

## География
Находится на правом берегу реки Уста на расстоянии примерно 11 километров по прямой на юго-запад от районного центра поселка Тонкино.

## История
В деревне в 1870 году учтено было хозяйств 7, жителей 47, в 1916 20 и 111 соответственно. В период коллективизации создан колхоз «Передовик».

## Население
Постоянное население составляло 12 человек (русские 100 %) в 2002 году, 0 в 2010.